# Daniel Pawłowiec
Daniel Mirosław Pawłowiec (ur. 7 listopada 1978 w Szczecinie) – polski polityk, dziennikarz, z wykształcenia politolog, poseł na Sejm V kadencji, były wiceminister w rządzie Jarosława Kaczyńskiego.

## Życiorys
W 2005 ukończył studia na Wydziale Dziennikarstwa i Nauk Politycznych Uniwersytetu Warszawskiego.
W 1995 wstąpił do Młodzieży Wszechpolskiej. W latach 1999–2002 pracował jako dziennikarz „Naszego Dziennika”. Od 2002 do 2005 był dyrektorem biura prasowego Klubu Parlamentarnego Ligi Polskich Rodzin. W tym samym okresie zasiadał w radzie miejskiej Warszawy. Od 2003 do 2007 był członkiem rady programowej TVP3. W 2007 wszedł w skład rady programowej TVP, a w 2009 został prezesem Fundacji Inicjatyw Polskich.
Z listy Ligi Polskich Rodzin bez powodzenia kandydował w wyborach do Parlamentu Europejskiego w 2004 w okręgu warszawskim, a w wyborach parlamentarnych w 2005 uzyskał mandat poselski w okręgu sieradzkim. Od 20 października 2006 do 11 stycznia 2007 był sekretarzem stanu w KPRM, następnie do 26 lipca 2007 sekretarzem stanu w Urzędzie Komitetu Integracji Europejskiej. Został odwołany za krytykę minister spraw zagranicznych Anny Fotygi ws. szczytu UE w Brukseli. W przedterminowych wyborach w tym samym roku nie został ponownie posłem.
W 2009 został szefem biura rejestrowanego w Polsce stowarzyszenia Libertas, a w marcu tego samego roku wiceprezesem partii Libertas Polska. Z jej listy kandydował też bezskutecznie w wyborach do Parlamentu Europejskiego w 2009 z okręgu rzeszowskiego. W styczniu 2014 kierowane przez niego Libertas Polska zostało rozwiązane. Kilka miesięcy później został asystentem eurodeputowanego (początkowo KNP) Roberta Iwaszkiewicza. W 2015 zarejestrował się jako kandydat do Senatu z ramienia partii KORWiN, jednak zrezygnował jeszcze przed wyborami.